# Agersted (plaats)
Agersted is een plaats in de Deense regio Noord-Jutland, gemeente Brønderslev. De plaats telt 570 inwoners (2019).
In 1899 werd de spoorlijn van Fjerritslev naar Frederikshavn aangelegd nabij de T-splitsing van de weg naar Gammel Agersted met de weg naar Voerså. Bij deze kruising van wegen en spoorlijn ontstond het dorp Agersted. Dankzij de spoorlijn groeide het dorp snel: in 1906 woonden er 194 mensen, in 1916 was dat al gestegen tot 310. Het dorp had een school, missiehuis, bank, molen, markplaats en een station.
Opvallend was het grote aantal leden van de Deense nazipartij DNSAP in Agersted. Voor en tijdens de Tweede Wereldoorlog had de partij de steun van 90% van de inwoners. Dit zou te danken zijn geweest aan de veearts die een fanatiek partijlid was en zijn dorpsgenoten aanzette tot het steunen van de partij.
Na de oorlog stagneerde de groei van het inwoneraantal.
Ten noorden van Agersted ligt het oorspronkelijke dorp, Gammel Agersted ('Oud Agersted'). Tussen beide woonkerken in staat de uit 1903 daterende dorpskerk.